# Судзука (Міє)

Су́дзука (яп. 鈴鹿市, すずかし, МФА: [sud͡zuka ɕi̥]?) — місто в Японії, в префектурі Міє. Розташоване в північній частині префектури, на берегах затоки Ісе.   Виникло на основі середньовічного призамкового містечка самурайського роду Камбе. В ранньому новому часі належало роду Хонда, було постоялим і портовим поселенням. Отримало статус міста 1942 року. Площа становить 194,67 км². Станом на 1 серпня 2011 року населення складало 198 761  осіб, густота населення — 1020 осіб/км².  Основою економіки є рибальство, суднобудування, машинобудування, автомобілебудування, комерція, туризм. Складова Наґойського промислового району. Традиційні ремесла — виробництво кольорового японського паперу. В місті розташовані руїни монастиря Кокубун, синтоїстське святилище Цубакі-Окамі, руїни замку Камбе, траса Формули-1. 

## Уродженці
- Ґото Міті (* 1990) — японська футболістка.
- Морісіма Цукаса (* 1997) — японський футболіст.